# Stadion Dino Manuzzi
Stadion Dino Manuzzi je nogometni stadion koji se nalazi u talijanskom gradu Ceseni te je dom istoimene momčadi AC Cesena koji nastupa u Serie A. Otvoren je 1957. te je do 1982. nosio ime La Florita a ime je promijenio u čast Dini Manuzziju. Stadion ima kapacitet od 23.860 mjesta.